# Альфредо Стресснер
Альфредо Стресснер Матіауда (ісп. Alfredo Stroessner Matiauda, перше прізвище інколи пишеться як Strössner або Strößner, 3 листопада 1912 — 16 серпня 2006) — парагвайський генерал і політик, що обіймав посаду президента Парагваю з 1954 до 1989 року.
Батьками Стресснера був Уго Стресснер, який іммігрував з міста Гоф (Баварія, Німеччина) і працював бухгалтером на пивоварному заводі, та Еріберта Матіауда, яка виросла у багатому парагвайському сімействі. Альфредо в 1929 році приєднався до парагвайської армії, став лейтенантом у 1931 році. Він воював у Чакській війні проти Болівії в 1932 році, а потім почав швидко підвищуватися по службі, та за кілька років (в 1948 році) став бригадним генералом і наймолодшим генералом у всій Південній Америці.
Стресснер виступив проти планів президента Федеріко Чавеса озброїти національну поліцію та 4 травня 1954 року скинув його з посади в ході державного перевороту. Після короткого періоду влади Томаса Перейри Ромеро, який виконував обов'язки президента, Стресснер став єдиним кандидатом на позачергових президентських виборах 11 липня. Після цього він переобирався вісім разів — у 1958, 1963, 1968, 1973, 1978, 1983 і 1988 роках. На всіх цих виборах він або не мав жодних альтернативних кандидатів, або мав таких, що від початку не мали ніяких шансів. Загалом він займав президентську посаду протягом 35 років, другий найдовший термін серед латиноамериканських лідерів 20 століття після Фіделя Кастро.
Незабаром, після вступу на посаду, Стресснер оголосив надзвичайний стан у державі та тимчасово припинив дію конституції. Цей надзвичайний стан відновлювався кожні 90 днів протягом його терміну і припинявся тільки під час виборів. Переконаний антикомуніст, він виправдував ці дії як необхідний інструмент захисту країни.
Стресснер починав свій день о 4 годині ранку, працюючи у своєму ліжку, та прибував в урядовий палац не пізніше 6 години ранку. Хоча він і робив тригодинну перерву в середині дня, він працював до першої години ночі. Він ніколи не був у відпустці протягом перебування на президентській посаді.
Антикомуністичні переконання Стресснера зробили його другом США протягом більшої частини його правління. Протягом цього часу жодна соціалістична країна не мала посольств у Парагваї, за виключенням Югославії. Його поважали за своєчасне повернення позик, наданих парагвайському уряду Світовим Банком та іншими установами, та підтримку стабільності валюти. Стресснер зробив багато державних візитів, зокрема до японського імператора Хірохіто, президента США Джонсона, президента Франції Шарля де Голля, і кілька візитів до Західної Німеччини, хоча наприкінці його правління відносини із Західною Німеччиною були не найкращими. Тому що він завжди займав пронімецьку позицію, разом з погіршенням відносин із США, він сприймав це погіршення відносин як особистий удар.
Його режим засуджують за тортури, викрадення людей і корупцію, які були підтверджені «Архівами терору», знайденими в 1992 році у передмісті Асунсьйона Ламбаре; він і сам не заперечував високий рівень корупції у своєму уряді. Корупція була поширена навіть у найвищих ешелонах уряду, не виключаючи і самого Стресснера: за оцінками, його родина отримала близько 300 млн доларів США.
Пізніше він став більш терпимим до опозиції, оскільки за багато років не було спроб зміни режиму. Незважаючи на це, добрі відносини Парагваю і США тривалі до адміністрації Картера. Адміністрація Рейгана, незважаючи на боротьбу Стресснера проти комунізму, почала бойкотувати країну.
Вказують, що Католицька Церква — єдина організація у країні, над якою Стресснер не мав повного контролю. Після зруйнування Асунсьйонського Університету поліцією в 1972 році, Архієпископ Парагваю відлучив від церкви міністра внутрішніх справ і начальника поліції, і оголосив поза законом святкування Священної Меси в знак протесту проти режиму Стресснера. Коли папа римський Іван-Павло II відвідав Парагвай в 1988 році, його візит надав сил опозиційному руху в країні.
Стресснер проводив досить ефективну економічну політику. Зокрема, при ньому, разом з Бразилією, була споруджена найбільша у світі гідроелектростанція Ітайпу, яка повністю забезпечила країну електроенергією та надала можливість Парагваю стати найбільшим експортером електроенергії у світі, розвиваючи економіку країни. Хоча Парагвай отримував тільки 2% енергії і 15% з решти контрактів, це був головний чинник, що дозволив країні мати найвищий приріст економіки в Латинській Америці протягом 1970-х років. Стресснер також відомий з багатьох інфраструктурних проєктів, зокрема поліпшення дорожньої системи країни. Інша програма, яку підтримував Стресснер, була надання двадцяти гектарів земель за номінальною ціною будь-якому солдату, який завершив військову службу, за умови, що солдат використовував би землю для сільськогосподарських цілей. Понад 10 тис. солдатів прийняло цю пропозицію.
3 лютого 1989 року, кілька місяців після обрання на черговий термін, Стресснер був скинутий у ході перевороту, організованого генералом Андресом Родрігесом, другом і соратником Стресснера протягом багатьох років. Сам Стресснер втік до Бразилії, де жив у вигнанні ще сімнадцять з половиною років. Стресснер помер 16 серпня 2006 року в м. Бразиліа, у віці 93 років. Безпосередньою причиною смерті був інфаркт міокарда. Він до цього захворів на пневмонію після операції по видаленні грижі, що була проведена раніше.
Його іменем було названо місто Пуеро-Флор-де-Ліс, але в 1989 році було знов перейменоване у Сьюдад-дель-Есте. І зараз парагвайці розділені на прихильників Стресснера та його критиків. Багато хто відчуває до нього огиду, вважаючи його авторитарним диктатором. Інші вихваляють його за політичну стабільність і економічний прогрес, що переважали під час його правління.